# زندان دوله تو (فیلم)
زندان دوله تو فیلمی به کارگردانی  و نویسندگی رحیم رحیمی پور محصول سال ۱۳۶۳ است.
این فیلم در سال ۱۳۶۳ در سومین دروه جشنواره فیلم فجر٬ برنده بهترین موسیقی متن به آهنگسازی کامبیز روشن‌روان شد.

## بازیگران
- عبدالرضا اکبری
- علی امیدوار
- امین خرم دل
- احمدرضا درویش
- حسین صادقی میاب
- یمین ایلخانی
- احمد نصر
- اصغر محبی
- ابوالفضل شاه کرم
- قاسمعلی پژمان
- قدرت اله لطیفی
- علی اصغر دمیرچی
- یوسف نوروزی
- علیرضا فتحی
- رضا راد
- مصطفی رستمی
- داوود سلیمان جاه
- سیداحمد میرعلایی
- فرهاد خانمحمدی
- اکبر نیکرو
- علی لشگری
- منوچهر روستا پیشه
- شجاع روزبهانی
- محمد کریمی
- شمسی کاظمی
- آیدا محمودیه
- مرضیه خاک فیروزه ای
- فرناز محمودیه
- مهوش محمودیه